# Cyllopoda expansifascia
Cyllopoda expansifascia là một loài bướm đêm trong họ Geometridae.